# Musée L

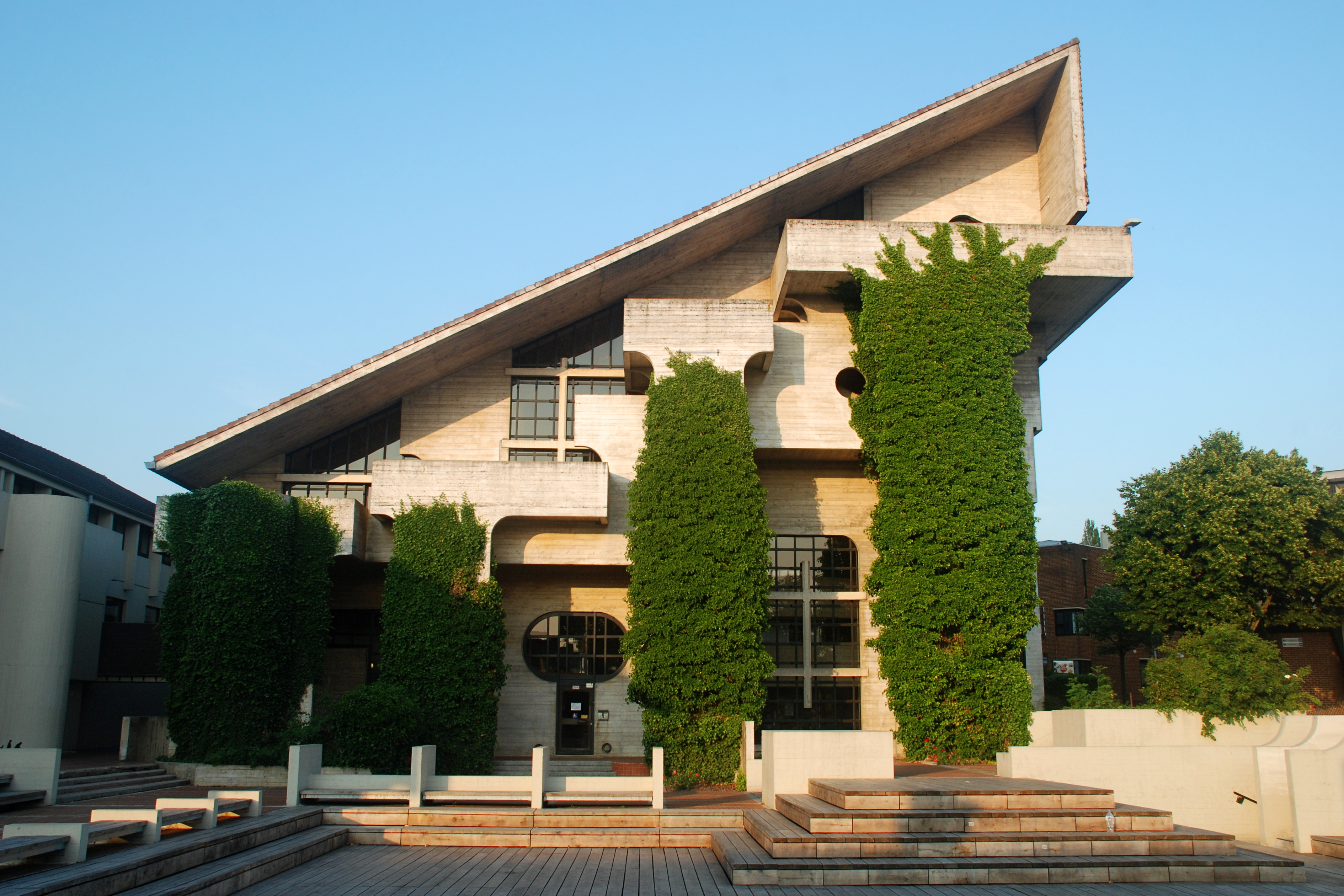
De voormalige Bibliotheek van Wetenschappen, voordat het in gebruik genomen werd als museum

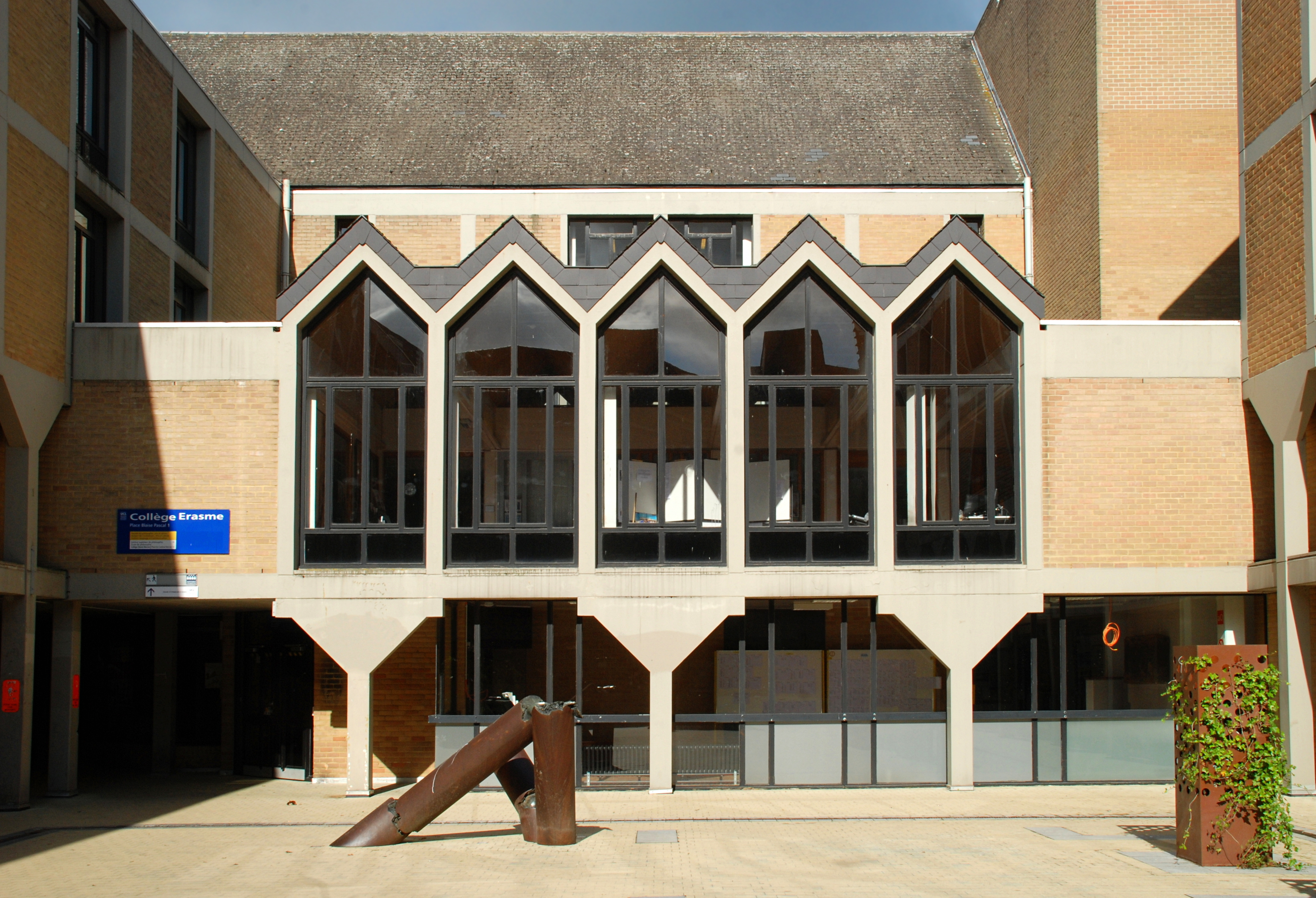
Het gebouw waar het oude museum gevestigd was

Het Musée L is een Belgisch museum van de Université catholique de Louvain, gelegen in de voormalige Bibliotheek van Wetenschappen, in Louvain-la-Neuve, deel van de Belgische stad Ottignies-Louvain-la-Neuve, in Waals-Brabant.
Het is het eerste grote museum dat het erfgoed van een Belgische universiteit samenbrengt en presenteert aan het grote publiek.

## Geschiedenis
Het Musée de Louvain-la-Neuve was oorspronkelijk gevestigd op de Place Blaise Pascal.
Na in dertig jaar tijd zijn collectie te hebben verviervoudigd, werd het museum te klein en was het te weinig zichtbaar. In 2017 verhuisde het museum daarom naar het gebouw van de voormalige Bibliotheek van Wetenschappen, een gebouw in brutalistische stijl gebouwd in 1970-1975 naar het ontwerp van de architect André Jacqmain.
De voormalige bibliotheek, die sinds de bouw een van de meest emblematische gebouwen van de universiteitsstad is, werd volledig gerenoveerd om plaats te bieden aan het museum.
In mei 2015 begonnen de renovaties die tweeënhalf jaar duurden. Het project kostte 10,4 miljoen euro: 7,4 miljoen voor de renovatie van het gebouw, 2,3 miljoen voor de scenografie (ontworpen door het Nederlandse bureau Kinkorn) en 0,7 miljoen voor de herontwikkeling van de omgeving van het museum. Het project werd gefinancierd door de Université catholique de Louvain (UCL), door de overheid en door sponsors (bedrijven en private personen).
Het nieuwe museum wordt "Musée L" genoemd: "L" als "Louvain", maar ook "L" als een blokhaak of als de "vleugels" die openen, volgens Anne Querinjean, de directeur van het museum.
Op 14 november 2017 werd het museum ingehuldigd in aanwezigheid van Prinses Astrid, burgemeester Jean-Luc Roland, rector van UCL Vincent Blondel en zijn drie voorgangers (Marcel Crochet, Bernard Coulie en Bruno Delvaux) en vele lokale autoriteiten, provinciaal, regionaal en federaal en is open voor het publiek vanaf 18 november 2017.

## Collecties
Op een oppervlak van 3.830 m² dat toegankelijk is voor het publiek, presenteert het museum een permanente tentoonstelling van meer dan 800 stukken, gekozen uit de 32.000 stukken die het zelf heeft en die afkomstig zijn uit de collecties van hoogleraren van de UCL en belangrijke particuliere donaties.
De collecties omvatten thema's die zo gevarieerd zijn als die van de prentkunst (Dürer, Van Dyck, Goya, Rodin, Picasso ...), Belgische kunst van de twintigste eeuw (Magritte, Alechinski) en beeldhouwkunst.
Maar het museum presenteert niet alleen kunstwerken: het presenteert ook de wetenschappelijke collecties van de UCL, bestaande uit historische specimens, archeologische en etnografische voorwerpen en wetenschappelijke machines en uitvindingen.
De collecties worden gepresenteerd door middel van vijf thema's: verrassen, vragen, verzenden, verplaatst worden en aanschouwen.
Het museum heeft ook tijdelijke tentoonstellingen en 1200 m² aan reserves.

## Faciliteiten
Tot de faciliteiten van het museum behoren ook een bibliotheek, een seminarruimte, twee educatieve ruimtes, een boekenwinkel, een restaurant, een theesalon en een picknickplaats.
Het museum huisvest studioruimtes waar scholen en ander publiek hun creativiteit kunnen toepassen.